# Pokój zwierzeń
Pokój zwierzeń (ang. Powder Room) – brytyjska komedia z 2013 roku wyreżyserowana przez MJ Delaneya. Wyprodukowana przez wytwórnię Vertigo Distribution.
Premiera filmu miała miejsce 21 listopada 2013 w Wielkiej Brytanii.

## Opis fabuły
Po kilku latach od skończenia studiów Sam (Sheridan Smith) umawia się na spotkanie z przyjaciółkami z uczelni. Zmyśla różne historie, które mają dowieść, że osiągnęła sukces. Kolejne drinki i dobra zabawa sprawiają jednak, że starannie budowana fikcja wali się jak domek z kart. W zderzeniu z rzeczywistością Sam musi zweryfikować swoje oczekiwania.

## Obsada
Źródło: Filmweb
- Sheridan Smith jako Sam
- Jaime Winstone jako Chanel
- Kate Nash jako Michelle
- Oona Chaplin jako Jess
- Riann Steele jako Paige
- Sarah Hoare jako Saskia
- Micah Balfour jako James
- Alex Warren jako Sean
- Zara White jako Stacey
- Alice Sanders jako Mel
- Antonia Bernath jako Kim
- Jodi Halpin jako Linzi
- Bunmi Mojekwu jako Louise
- Lashana Lynch jako Laura
- Elarica Gallacher jako Jenny

i inni.